# Johann Georg Bach I
Pour les articles homonymes, voir Bach (homonymie).
Johann Georg Bach (né le 30 septembre 1751 à Eisenach et décédé le 12 avril 1797 à Eisenach) est un  organiste allemand.
Johann Georg Bach appartient à la famille Bach ; il était le fils Johann Ernst Bach. À partir de 1777, il est devenu organiste de la cour et de la ville à la Georgenkirche d'Eisenach. On ignore s'il a composé de la musique comme ses prédécesseurs.

## Sources
- (de) Cet article est partiellement ou en totalité issu de l’article de Wikipédia en allemand intitulé « Johann Georg Bach » (voir la liste des auteurs).